# Timon Seubert
Timon Seubert (Amburgo, 23 aprile 1987) è un ex ciclista su strada tedesco, professionista dal 2010 al 2012.
Dopo la fine del contratto con il Team NetApp, si ritira dall'attività agonistica, iniziando una nuova attività di allenatore di fitness.

## Palmarès
- 2003 (Dilettanti)

Festival olimpico della gioventù europea, Prova a cronometro (Parigi)

## Piazzamenti

### Grandi Giri
- Giro d'Italia

2012: ritirato (20ª tappa)